# Vals
|  | Per a altres significats, vegeu «Vals (desambiguació)». |

El vals és un ball de saló i una dansa tradicional. Té un caràcter ternari (normalment escrit en compàs ¾ o 3/8) i l'accent (o ictus musical) recau en el primer temps. És un ball de parella, en el qual en el primer temps s'obre diagonalment una cama, en el segon l'altra se li ajunta unint de nou els peus, i en el tercer temps es fa un petit pas sense desplaçament amb el primer peu. Després es repeteix el mateix començant amb l'altre peu.
No hi ha coincidència quant al seu origen. Uns l'atribueixen a una dansa del segle xviii, anomenada ländler, que ballaven els pagesos d'Àustria i del sud d'Alemanya, que s'incorporà al patrimoni de les danses de saló al segle xviii (valse, femení, en francès, waltz en anglès, Walzer en alemany, valzer en italià). Altres, a una dansa italiana de fa més de quatre segles, anomenada volte. I també segons el teòric de ball Desrat, el vals és, en canvi, d'origen francès i derivat de la volta provençal, que ja el 1178 es ballava a París. Curt Sachs, més encertadament, sosté que el Ländler, o alemanya (allemanda en italià, allemande en francès), o Deutsche Tanz, després de sofrir diverses modificacions, es transformà en el vals, veu d'origen alemany que, a la vegada, deriva del verb walzen, "girar".

## Principis de la moda
Les primeres notícies que hi ha d'aquest es vinculen a esdeveniments sociopolítics: es va difondre arreu d'Europa des dels primers anys de la Restauració post-napoleònica, sent acollit amb entusiasme i acceptació mesclats, a la vegada, amb la protesta i l'insult, ja que se'l considerava immoral: per ballar-lo, la parella s'havia de confondre en una abraçada, fet insòlit i, almenys, inconvenient. Com a tal, gaudi de la dansa, com enfollint eufòric, caracteritzà el Congrés de Vienade 1815, fins al punt que s'arribà dir que "el Congres balla", i tota la societat de l'època s'hi reconeixia en aquest. La moda del vals es desenvolupà sobretot a Viena, i fou el vienès en el gust i la concepció que popularitzaren els Strauss (pare i fill) i Joseph Lanner.

## Vals vienès

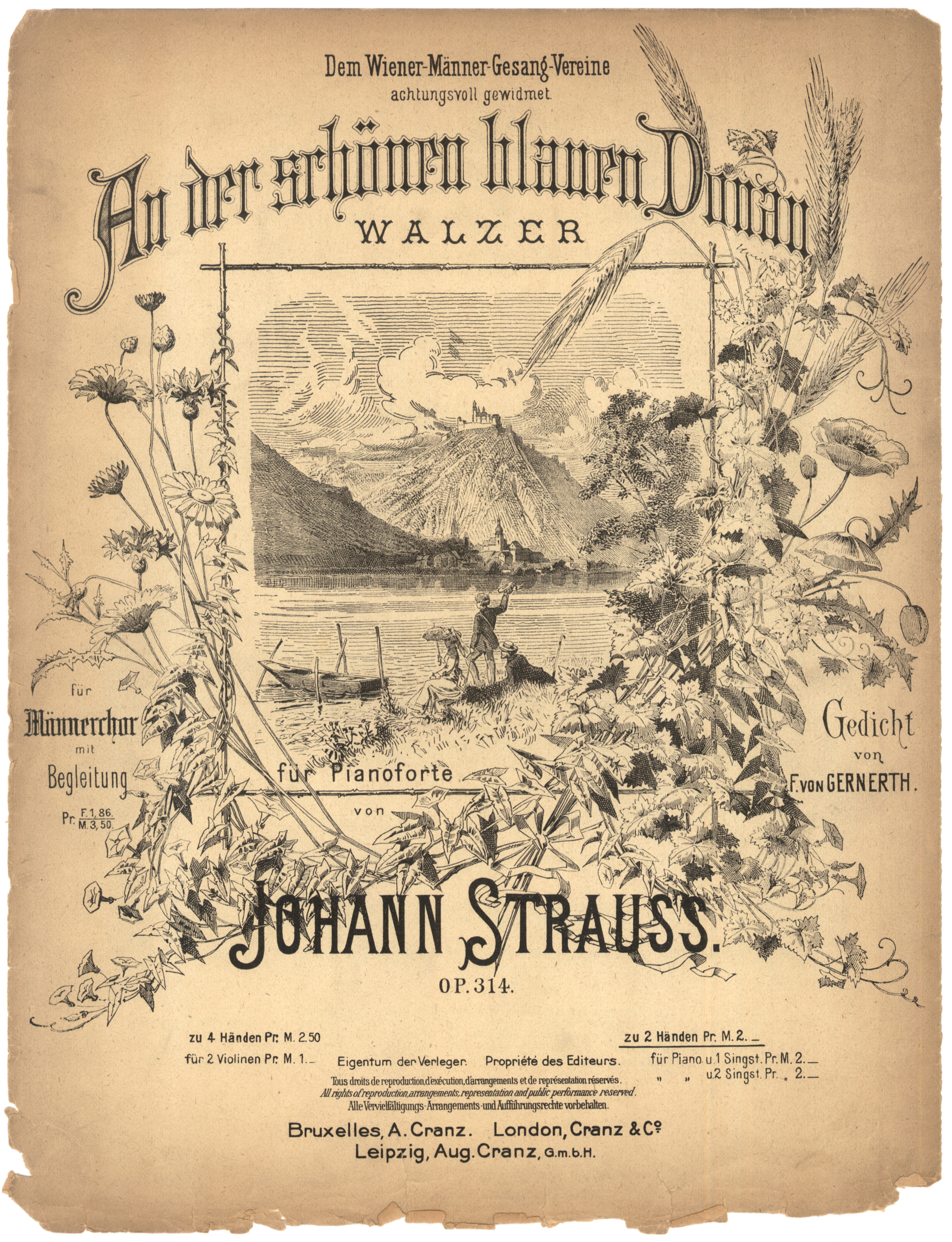
Portada de la partitura dAl bell Danubi blau de Johann Strauss II, que malgrat el pas del temps continua sent el més famós dels valsos

És precisament el vals vienès el més conegut i el més elegant. La seva estructura és la següent: una vasta introducció, en compàs generalment de dos o quatre temps, al que segueixen diversos temes de vals pròpiament dit, cadascun amb distinta melodia, per concloure amb una coda en la que si repeteixen els temes posats, encara que no necessàriament en el mateix ordre. El furor del vals es prolongà fins a les primeres dècades del segle xx, sent reemplaçat per la moda desenfrenada de les danses sud-americanes i nord-americanes.
A principis del segle XX aparegueren diverses variants: vals caprice, vals lent, vals Boston (de moda als Estats Units des de finals del segle xix fins al 1915 i, després de la primera Guerra Mundial, també a Europa, que era de ritme moderat, entre el vals vienès i el lent), vals hésitation (en realitat era una manera de ballar-lo, tant el vienès i el lent), vals menuet, polka-mazurka-valsé, chotis, valse-glava, etc. El primer que emprà un aire de vals fou probablement Häydn, el 1766. Un tractat coreogràfic de 1782 conté un judici negatiu sobre aquesta dansa: "principalment font de debilitat del cos i de l'esperit". Goethe, el qual segurament aprengué a ballar-lo per adaptar-se al gust dels temps, ofereix una descripció a Werther (1774). Dels salons de ball, el vals passà a la música culta, a través de les obres de compositors com Beethoven, Schubert, Chopin, Liszt, Schumann o Brahms, i les simfòniques de Berlioz, Weber, Txaikovski, etc. Després envaí els escenaris d'òpera, en les obres de Verdi, Gounod, Catalani, Puccini i Strauss, entre d'altres, com també els de ballet, mercès a la refinada producció de Ravel (que dedicà a aquest ball un poema simfònic, La Valse), Stravinski, Berg, Prokófiev i, sobretot, Txaikovski, que literalment ompli de valsos les seves composicions coreogràfiques.
Però, en realitat, l'aparició dels vals en la música teatral es remunta a l'òpera Una cosa rara, de Martín i Soler (1786). Haydn, Mozart i Beethoven van compondre danses alemanyes entre 1790 i 1795. Carl María von Weber escriví el 1819 la seva celebèrrima Invitació al vals, que immediatament passà a ballar-se en els salons i escenaris del món sencer (s'ha de recordar la coreografia que sobre ella va fer Fokin, L'espectre de la rosa, de 1910, que encara avui inclouen en el seu repertori els grans ballarins) i continua sent una obra ben rebuda en les sales de concerts, tant en el seu original per a piano com en les variades orquestres que, des de Berlioz fins Leopold Stokowski, se li han fet en diverses èpoques.

## La tècnica valsista
L'anomenada tècnica valsista s'estava perfeccionant en els temps de Weber, tant és així, que les danses s'escrivien en una variada gamma de compassos; 3/4, 3/8, i inclús 6/8 o en compassos de dos a quatre temps. Amb el perfeccionament de la tècnica del ballet, també el vals passà per u període de decantació, i entrà a formar part de moltes obres simfòniques, des de la Simfonia fantàstica de Berlioz al Tanzwalzer de Busoni; de diverses òperes, des de Der Freischütz de Weber al Wozzeck de Berg, d'infinitat de ballets, des de Txaikovski (El llac dels cignes, La Bella Dorment, El trencanous) fins Stravinski (Petruixka) i Prokófiev (La Ventafocs), i d'operetes, des dels Strauss a Franz Lehár.
Malgrat que el vals hagi passat de moda, amb el canvi de els costums i els gusts, el seu encant ha resistit al desgast del temps. A més d'esser emprat teatralment en òperes (inclús modernes), ballets i operetes, continua sent una noble forma musical, que han cultivat amb encert els grans músics moderns i contemporanis: Debussy, Satie, Ravel, Richard Strauss, Hindemith, Casella, Schönberg, Berg, Stravinski, Prokofiev,  Xostakóvitx, etc.
Són molt famosos els valsos vienesos dels membres de la família Strauss, el de Dimitri Shostakovich en la Suite de Jazz No. 2, i també l'homenatge que els feu Ravel amb la seva obra La Valse, ja entrat el segle xx.

## El primer vals ballat a Barcelona
El 1791, arran dels aldarulls causats per la Revolució Francesa, Joana de Ros, marquesa d’Agullana, va fugir de Perpinyà, la seva ciutat natal, per instal·lar-se a casa de la família Riquer de Barcelona, parents seus. Per festejar la seva arribada, Carles de Rocabruna i la seva muller, Maria-Pona, amics de Joana de Ros, li va oferir un ball de benvinguda. En dona notícia Rafael d’Amat i de Cortada, baró de Maldà, en el seu Calaix de sastre (citat per Martí de Riquer), amb la nota del 10 de desembre de 1791 quan diu que s’ha fet “un molt concorregut ball de la noblesa y guarnició” en obsequi de “la senyora marquesa de Aguilar, domiciliada cosa de més de un mes en aquesta ciutat ab lo motiu dels alborotos en Perpiñà y casi tota la Fransa”. I tot seguit descriu el ball: “Havent eixit a ballar un cert ball francès anomenat balsa, qui se redueix ab una alemanda contínua, la senyora marquesa de Aguilar ab un oficial suïz, per veurer-los tota la concurrència de senyoras y senyors ballar se’n pujaba de peus a las cadiras, agafats uns ab altres per no càurer...” Aquest va ser el primer vals ballat a Barcelona.